# Café Derby
 (septembre 2016).
Si vous disposez d'ouvrages ou d'articles de référence ou si vous connaissez des sites web de qualité traitant du thème abordé ici, merci de compléter l'article en donnant les références utiles à sa vérifiabilité et en les liant à la section « Notes et références ».
Pour plus de détails, voir Fiche technique et Distribution.
Café Derby est un film belge réalisé par Lenny Van Wesemael, sorti le 16 septembre 2015. Le film est présenté pour la première fois le 11 septembre lors de l'ouverture du Festival du film d'Ostende,.

## Synopsis
Il est 1985. Georges achète le Café Derby dans l'espoir de devenir riche rapidement, le Pape Jean-Paul II donnera une messe dans quelques semaines sur les terrains d'aéroport Saint-Denis-Westrem qui sont à côté du café. Puisqu’il n’y a aucun autre bar dans les environs immédiats, il n’est pas de concurrence. Il y a au moins 120 000 visiteurs qui doivent passer Café Derby. Avec les clients réguliers un grand marché plein air sera ouvert où les visiteurs pourront manger ou boire quelque chose ou acheter un souvenir.
Le jour de la visite du pape l'allée au café Derby est fermée avec des barrières. Le « Comité de la visite du Pape » affirme ne pas avoir connaissance de ces faits là. La gendarmerie dit que les barrières sont là pour des raisons de sécurité. Le Café Derby et le marché restent complètement fermés pour les visiteurs et Georges se retrouve avec une dette de 500.000 francs belges.

## Fiche technique
- Titre : Café Derby
- Réalisateur : Lenny Van Wesemael
- Scénario : Lenny Van Wesemael, Geert Verbanck
- Producteur : Dirk Impens
- Producteurs-assistant : Christoph Foque, Alberte Gautot, Stephanie Leliaert, Katelijne Pieters, Rudy Verzyck
- Décorateur :
- Musique : Lady Linn
- Image : Ruben Impens
- Son : Jan Deca
- Costumes : Vanessa Evrard
- Montage : Thomas Pooters
- Société de Production : Menuet bvba
- Société de Distribution : Kinepolis Film Distribution (KFD, Belgique)
- Date de sortie : 16 septembre 2015
- Pays d'origine :  Belgique
- Langue : Français, Néerlandais
- Genre : Drame
- Durée : 101 minutes

## Distribution
- Chloë Daxhelet : Sara
- Wim Opbrouck : Georges
- Monic Hendrickx : Renée
- Charlotte De Wulf : Virginie
- Zinya Van Reeth : Barbara
- Robbe Langeraert : Olivier
- Ezra Fieremans : Dimitri
- Andres Doise : Kenneth
- Ben Segers : Rob
- Geert Van Rampelberg : Frank
- Dirk Van Dijck : Jan Van Den Abeele
- Wennie De Ruyck : Zatte Kamiel
- Günther Lesage : Jo Marktkramer
- Marc Van Eeghem : Steve Marktkramer
- Giskard Van Wesemael : Stef Marktkramer

## Récompenses
- Prix de la meilleure interprétation féminine au Festival international du film d'Aubagne - Music & Cinema de 2016 pour Chloé Daxhelet.
- Prix de la meilleure interprétation masculine au Festival international du film d'Aubagne - Music & Cinema de 2016 pour Wim Opbrouck[3].

## Sources
- « Fiche du film », sur Menuet bvba (consulté le 19 novembre 2016)
- « Fiche du film », sur cinenews.be (consulté le 19 novembre 2016)
- « Fiche du film », sur senscritique.com (consulté le 19 novembre 2016)